# McAllen
McAllen è la città più grande della contea di Hidalgo, Texas, Stati Uniti e la 22ª città più popolosa del Texas. Si trova nella punta meridionale dello stato nella valle del Rio Grande. I confini della città si estendono a sud fino al Rio Grande, di fronte alla città messicana di Reynosa, e McAllen si trova a circa 70 miglia (110 km) ad ovest del golfo del Messico. È la quinta area metropolitana più popolosa nello stato del Texas, e la binazionale area metropolitana di Reynosa-McAllen conta una popolazione di quasi 1,5 milioni di abitanti.
Dal suo insediamento nel 1904, l'area intorno a McAllen era in gran parte rurale e di carattere agricolo. Ma la seconda metà del XX secolo vide una crescita costante, che l'area metropolitana vive ancora oggi. L'introduzione dell'economia maquiladora e del North American Free Trade Agreement portò ad un aumento degli scambi transfrontalieri con il Messico.

## Geografia fisica
Secondo lo United States Census Bureau, ha un'area totale di 48,64 mi² (125,98 km²).

## Società

### Evoluzione demografica
Secondo il censimento del 2010, la popolazione era di 129 877 abitanti.

### Etnie e minoranze straniere
Secondo il censimento del 2010, la composizione etnica della città era formata dall'83,9% di bianchi, lo 0,9% di afroamericani, lo 0,4% di nativi americani, il 2,6% di asiatici, lo 0,0% di oceaniani, il 10,4% di altre razze, e l'1,8% di due o più etnie. Ispanici o latinos di qualunque razza erano l'84,6% della popolazione.